# Murodjon Yuldoshev

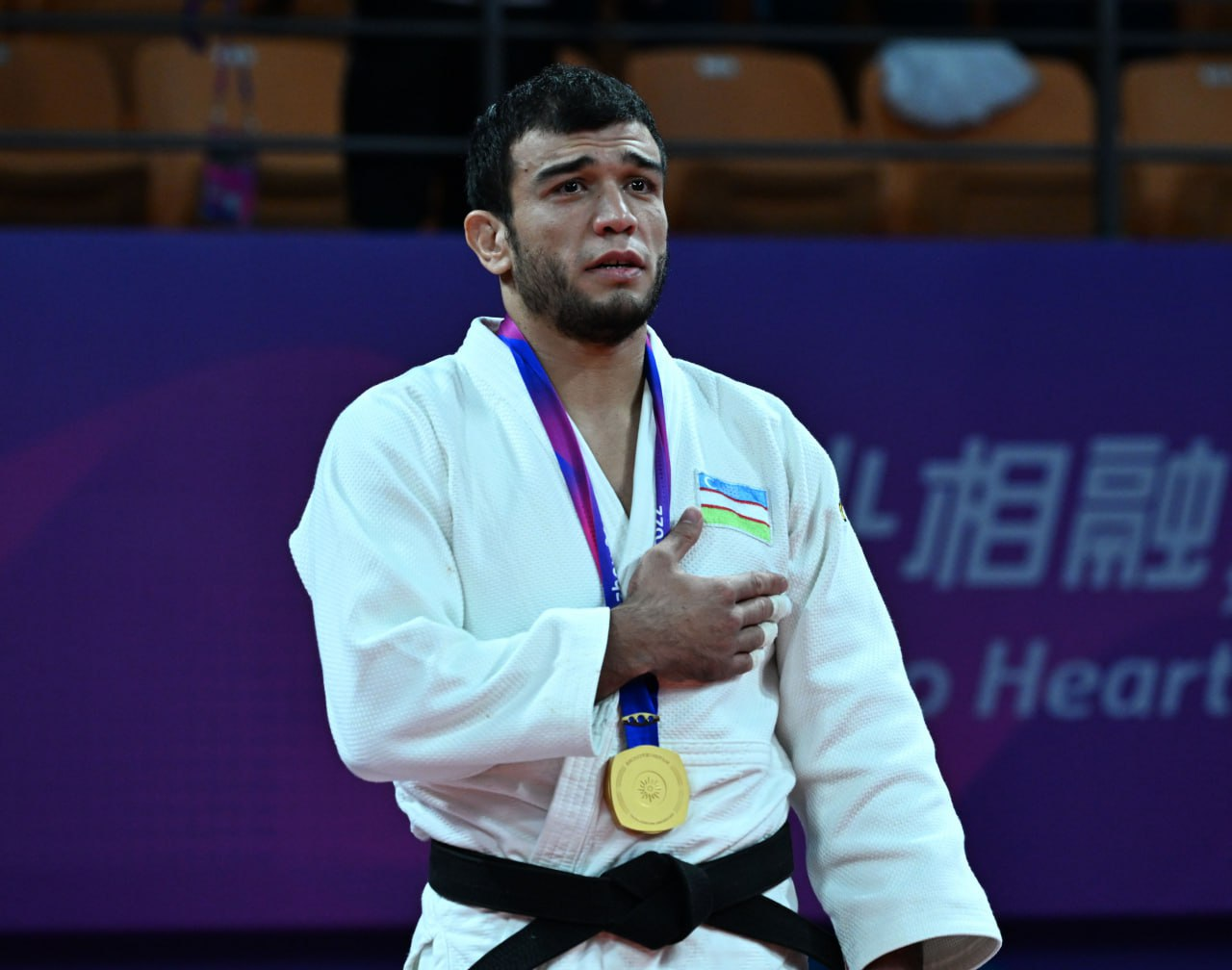
Murodjon Yuldoshev

Murodjon Yuldoshev (geboren am 9. August 1995) ist ein usbekischer Judoka. 2023 wurde er Weltmeisterschaftsdritter im Leichtgewicht.

## Sportliche Karriere
Yuldoshev siegte 2010 bei den asiatischen Jugendmeisterschaften. 2017 nahm er erstmals an einem Grand-Slam-Turnier teil.
Seine eigentliche internationale Karriere begann erst 2021. 2022 gelang ihm mit dem dritten Platz beim Grand Slam in Tiflis seine erste Podiumsplatzierung bei einem international bedeutenden Turnier. Bei den Asienmeisterschaften 2022 unterlag er erst im Finale dem Kasachen Daniyar Shamshayev. Kurz darauf schied Yuldoshev bei den Weltmeisterschaften 2022 in Taschkent im Achtelfinale gegen den Japaner Soichi Hashimoto aus. 2023 siegte Yuldoshev beim Grand Slam in Taschkent, wobei er im Finale Shamshayev bezwang. Bei den Weltmeisterschaften 2023 in Doha verlor Yuldoshev im Halbfinale gegen den Schweizer Nils Stump, den Kampf um Bronze gewann er gegen den Kanadier Arthur Margelidon. Bei den 2023 ausgetragenen Asienspielen 2022 in Hangzhou gewann er nach einem Finalsieg gegen Soichi Hashimoto die Goldmedaille. In der Mannschaftskonkurrenz sicherte er sich mit der usbekischen Mannschaft außerdem die Silbermedaille.